# Idro
Idro (italsky Lago d'Idro) je jezero na hranicích Lombardie a Tridentska-Horní Adiže na severu Itálie. Má rozlohu 11,4 km². Dosahuje maximální hloubky 122 m. Hladina se nachází v nadmořské výšce 368 m. Povodí jezera má rozlohu 617 km². Je ledovcového původu.

## Vodní režim
Hlavními přítoky jsou Chiese, Caffaro, Re di Anfo. Z jezera odtéká řeka Chiese, která ústí do Oglia.